# Эсебуа, Шота
Шота Эсебуа — советский самбист и борец вольного стиля, серебряный призёр чемпионатов СССР. По самбо выступал в полутяжёлой (до 87 кг) и тяжёлой (свыше 87 кг) весовых категориях, по вольной борьбе — в средней категории (до 79 кг). Представлял команды ГЦОЛИФК (Москва, 1940) и «Динамо» (Тбилиси, 1945—1948). В 1940 и 1948 годах становился серебряным призёром чемпионатов СССР по самбо. В 1945 году завоевал серебро чемпионата страны по вольной борьбе.

## Спортивные результаты
- Чемпионат СССР по самбо 1940 года — ;
- Чемпионат СССР по самбо 1948 года — ;
- Чемпионат СССР по вольной борьбе 1945 года — ;